# Erlang Shen

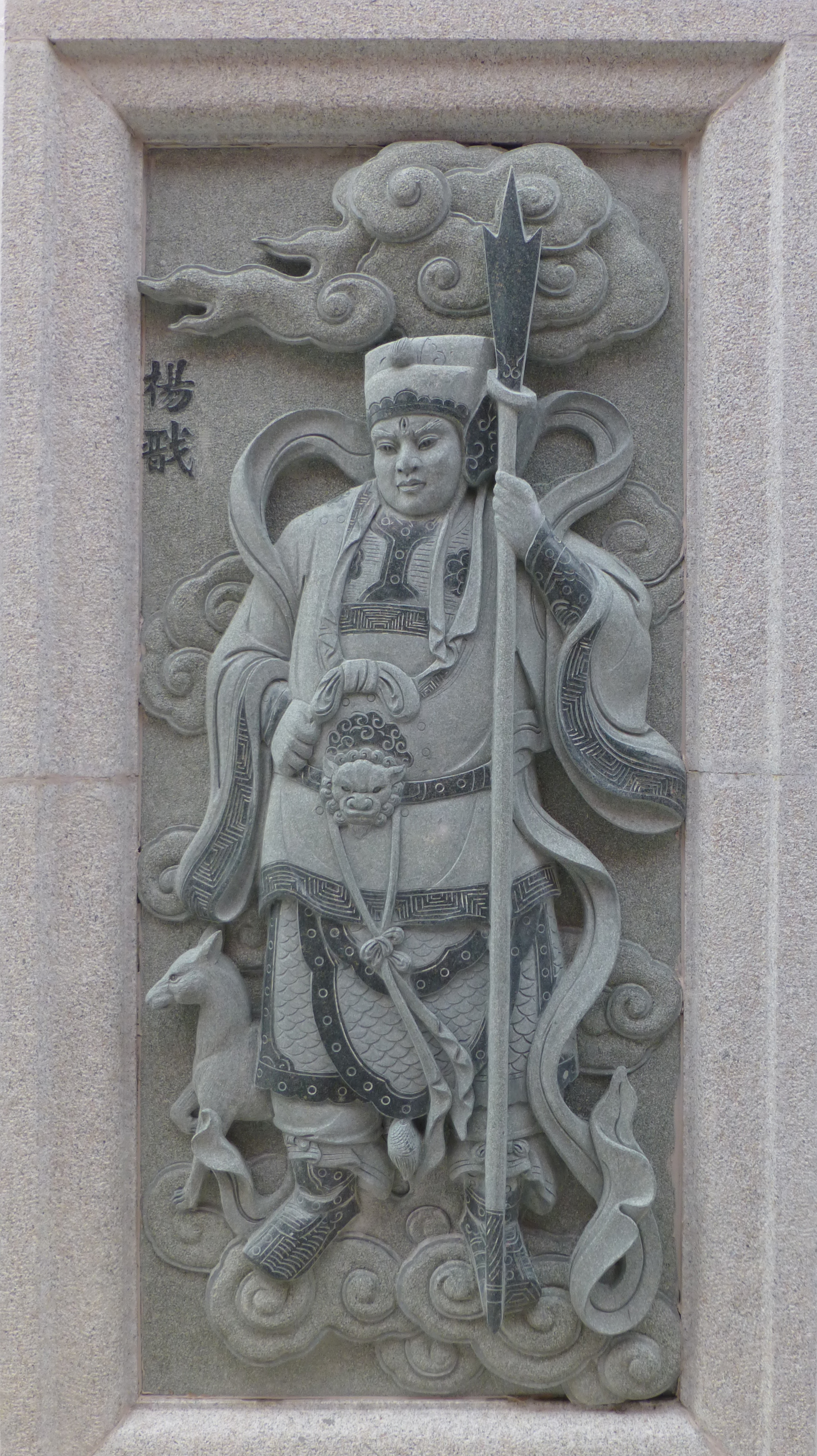
Erlang Shen

Erlang Shen (chinês: 二郎神; pinyin: Èrláng Shén; Wade – Giles: Êrh-lang Shên; lit. 'Segundo Deus'), também conhecido como Erlang de Guankou (灌口二郎; Guànkǒu Èrláng; Kuan-kʽou Êrh- lang) e o Senhor de Sichuan (川主; Chuānzhǔ; Chʽuan-chu), é um deus chinês com um terceiro olho que vê a verdade no meio da testa.
Erlang Shen pode ser uma versão divinizada de vários heróis populares semimíticos que ajudaram a regular as enchentes torrenciais da China que datam das dinastias Qin, Sui e Jin. Mais tarde, no budismo chinês, ele também o identifica como o segundo filho do Rei Celestial do Norte, Vaishravana.
Nos romances semimíticos Ming Criação dos Deuses e Jornada ao Oeste, Erlang Shen é sobrinho do Imperador de Jade. No primeiro, ele auxilia o exército Zhou na derrota dos Shang. Neste último, ele é o segundo filho de um mortal e da irmã do Imperador de Jade, Yaoji. Na lenda, ele é conhecido como o maior deus guerreiro do céu.

## Origem e representações

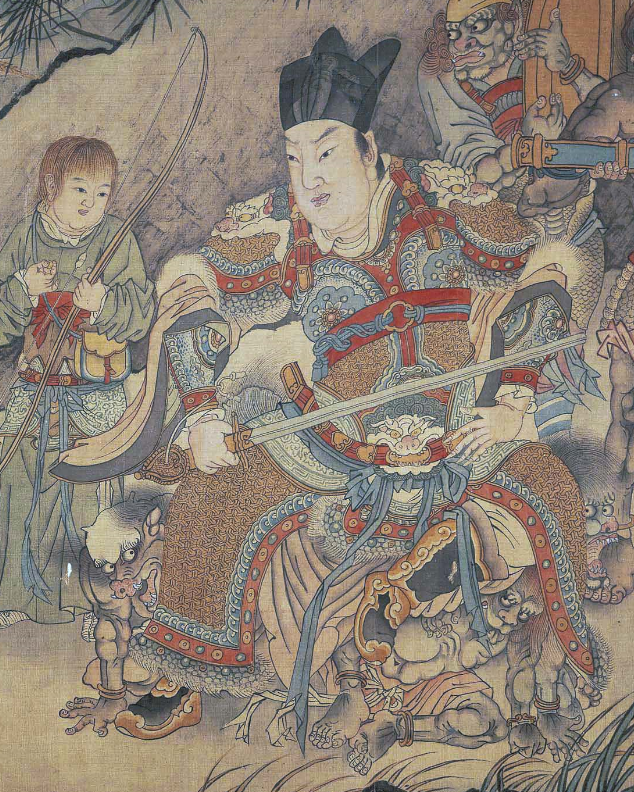
Erlang Shen ilustrado em pergaminho da Dinastia MIng A Busca por Demônios na Montanha (搜山图)

Algumas representações comuns de Erlang Shen incluem Yang Jian, Li Erlang e outros. A representação de Erlang Shen como Yang Jian é mais comum na mídia popular.
Erlang Shen é retratado principalmente, seja em lendas antigas, jogos ou televisão, como um nobre e poderoso deus guerreiro que mata e derrota demônios e monstros no reino mortal e que personifica a justiça e a retidão. Ele demonstra ter vasta força sobre-humana, sendo capaz de cortar uma montanha inteira com seu machado para salvar sua mãe com apenas um golpe e ser capaz de 72 transformações (às vezes diz-se que são 73 transformações), o que significa que ele pode se transformar em praticamente qualquer coisa que quiser.
Sua principal arma preferida é sua Lança de Três Pontas e Dois Gumes (三尖兩刃槍). Esta lança é poderosa o suficiente para penetrar e cortar aço e pedra como se fosse lã. Erlang empunha a Lança Divina com habilidade incomparável e maestria superior, sendo uma força de destruição imparável na batalha ao empunhá-la, tendo matado incontáveis deuses malignos, bestas demoníacas monstruosas e vastos e massivos exércitos de demônios e ogros com ela. Ele está quase sempre acompanhado por seu fiel Xiaotian Quan ("Cão Celestial Uivante") (嘯天犬), que tem a habilidade de atacar violentamente, maltratar e subjugar demônios e criaturas malignas. espíritos.
Erlang Shen também foi retratado como possuidor de uma habilidade única conhecida como Habilidade Divina dos Nove Turnos (九轉玄功). Concede-lhe uma vasta durabilidade física de limites indefinidos e quase invulnerabilidade a armas convencionais e vários feitiços mágicos. No romance Criação dos Deuses, Erlang mostrou-se completamente imune a ataques de vários objetos místicos poderosos devido a essa habilidade; ele saiu completamente ileso de armas e artefatos místicos que provaram ser capazes de ferir gravemente ou até mesmo matar outros imortais.
O terceiro olho em sua testa não tem um nome fixo, embora seu nome mais popular atualmente seja O Olho do Céu (天眼). Tem a capacidade de diferenciar a verdade das mentiras e ver através de enganos e disfarces. Também pode ser usado como arma ofensiva, sendo capaz de disparar rajadas contínuas e altamente destrutivas de energia luminosa e/ou fogo divino.

### Li Erlang

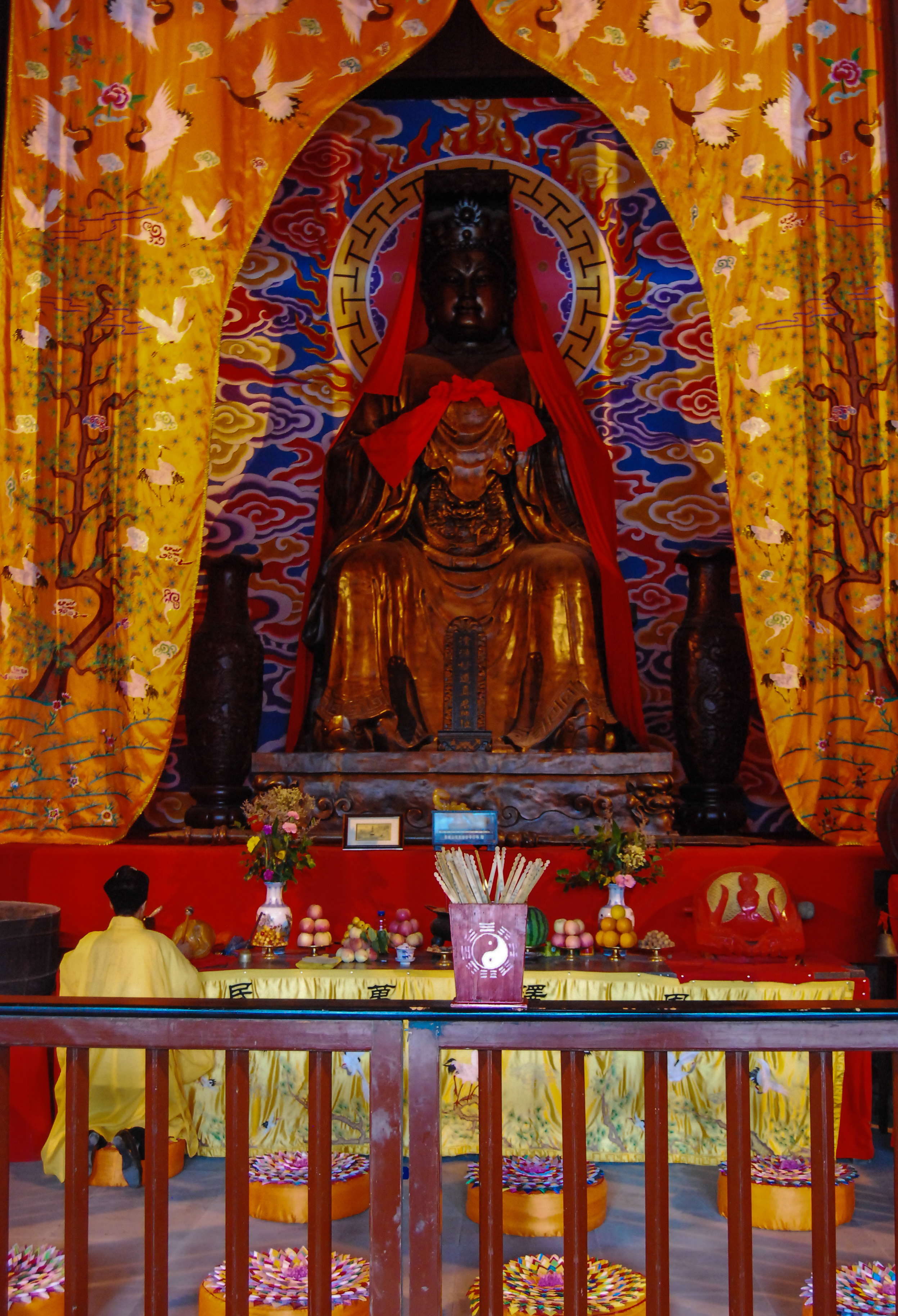
Efígie do deus Erlang dentro do Templo Erwang em Dujiangyan, Sichuan.

Li Erlang era o segundo filho de Li Bing da dinastia Qin.
De acordo com a História sobre Li Bing e seu filho no aproveitamento dos rios nos Registros de Guansian,[carece de fontes?] Li Erlang ajudou seu pai na construção do complexo sistema de irrigação que evitou que o  Rio Min inundasse e irrigou a Planície de Chengdu. Em agradecimento pela prosperidade que isso lhes trouxe, a população local elevou pai e filho a deuses e dedicou o Templo dos Dois Reis em sua homenagem.
A lenda afirma que o governador Li Bing enviou seu filho para descobrir a origem das enchentes. Ele passou um ano explorando o condado sem sucesso. Um dia, enquanto se refugiava numa caverna, ele encontrou um tigre que matou e sete caçadores que testemunharam esta bravura concordaram em acompanhá-lo em sua busca.
O grupo finalmente chegou a uma casa de campo nos arredores do Condado de Guan (atual cidade de Dujiangyan). De dentro, ouviram o som de uma velha chorando. A mulher era a vovó Wang e ela disse a eles que seu neto seria sacrificado a um dragão maligno que era o deus do rio local. Li Erlang relatou isso a seu pai, que elaborou um plano para capturar o dragão.
Os oito amigos se esconderam no Templo do Deus do Rio e saltaram sobre o dragão quando ele chegou para reivindicar sua oferenda. O dragão fugiu para o rio perseguido por Li Erlang, que eventualmente o capturou. Vovó Wang chegou com uma corrente de ferro e o dragão foi preso na piscina abaixo do Templo de Domação de Dragões, libertando a região das inundações.
Outra lenda conta que Li Erlang suprimiu um dragão de fogo que vivia nas montanhas ao norte de Dujiangyan, subindo ao topo do Monte Yulei, transformando-se em um gigante e construindo uma barragem com 66 montanhas e enchendo-a com água do Lago Pacificador do Dragão.

### Em Bao Lian Deng
A mãe de Erlang, Princesa Yaoji, era a deusa do reino do desejo no céu. Seu trabalho era limitar os impulsos mortais dos deuses, como amor, afeto, ganância e ambição. Quando ela perseguiu um dragão maligno que se libertou de sua prisão celestial para o reino mortal e foi ferido por ele, ela se apaixonou por Yang Tianyou, um estudioso mortal, que salvou sua vida dando-lhe seu próprio coração para substituir aquele que o dragão havia danificado. Eles tiveram três filhos: Yang Jiao, Yang Jian (Erlang Shen) e Yang Chan (Santa Mãe de Hua Shan). Quando o Imperador de Jade descobriu o casamento dela, ele enviou seus exércitos para matar a família dela e capturá-la. Apenas Erlang e sua irmã Yang Chan sobreviveram.

### Como Li Bing
Como Li Bing, o primeiro engenheiro hidráulico na área de Shu, foi o herói que impediu a inundação do rio Min ao construir o Dujiangyan. Isso de alguma forma fez com que Li Bing fosse transformado em um herói popular que derrotou um deus do rio para salvar seu vilarejo de ser inundado, onde esta história o associou como um novo deus do rio que protegia a população local da área das enchentes. No entanto, surge uma discrepância de que, embora Li Bing/Erlang fosse conhecido como Guankou Shen, o rio ao qual ele está associado fica em Qianwei e não em Guankou. Outra discrepância é que Li Erlang nunca apareceu em nenhuma das histórias relacionadas à parada do rio Min. A primeira aparição de Li Erlang foi em Zhishui ji (治水記) de Li Ying (李膺) da Dinastia Liang (梁).
Historicamente, Li Bing recebeu um título oficial até o período das Cinco Dinastias sob o governo do reino Shu. Ele ascendeu ao poder político quando a grande enchente que ocorreu no vigésimo sexto dia do oitavo mês em 920 DC foi relatada ao imperador pelo taoísta Du Guangting (杜光庭).

### Yang Jian
Muitas lendas e romances costumam descrever Erlang como Yang Jian, um sobrinho do Imperador de Jade. De acordo com um texto antigo, Erlang Baojuan, a mãe de Yang Jian, era a irmã do Imperador de Jade, a Princesa Yaoji, que foi presa sob o Monte Tao porque violou as regras celestiais ao se casar com um humano chamado Yang Tianyou. Muitos anos depois, seu filho Yang Jian cortou o Monte Tao usando seu machado, na esperança de libertar sua mãe. Ele resgatou com sucesso sua mãe depois de afugentar o sol carregando uma montanha nas costas. 
No poema Criação dos Deuses, é mencionado que a Princesa Longji é filha do Imperador de Jade, o que a torna prima de Yang Jian. Os Rapazes do Velocino Dourado são seus discípulos.

### Outras identificações
Erlang Shen também é identificado com Zhao Yu, um eremita que viveu no Monte Qingcheng e foi nomeado pelo Imperador Yang de Sui como Governador de Jiazhou. Diz-se que Zhao Yu partiu com 1.000 homens para derrotar um dragão da inundação que atormentava a área. Ao chegar ao rio, Zhao Yu mergulhou na água com sua espada de dois gumes e emergiu segurando a cabeça do dragão. Após sua morte, de acordo com a Crônica do Condado de Changshu, a região foi mais uma vez assolada por enchentes e ele foi visto cavalgando um cavalo branco em meio às correntes turbulentas. Os habitantes locais construíram um templo consagrando Zhao Yu como o deus Erlang e as enchentes foram subjugadas.
Diz-se que Deng Xia foi um general sob o comando de Erlang que superou seus antecessores em valor e derrotou um dragão da inundação, recebendo o título de "Erlang Shen" e um templo em sua homenagem em Zhongqingli em Hangzhou.

### Teoria da influência zoroastriana
Nos Anais de Primavera e Outono dos Dez Reinos, está registrado que o Imperador Wang Zongyan do Ex-Shu estava presente em uma procissão cerimonial vestindo armadura dourada, pérola- chapéu decorado e segurando um arco e uma flecha. Sua aparência foi comparada à do deus Xian (祆, termo chinês para "Zoroastrismo") da  Guankou pela multidão. Segundo a tradição, Erlang Shen era originalmente um deus do rio no distrito de Guankou. O professor Li Guotao argumentou que este “deus Xian” tem suas origens no Zoroastrismo. Além disso, ele também sugeriu que o imperador Wang Zongyan, bem como o resto da família real do Ex e Shu posterior eram zoroastrianos. Ele acreditava que há grande semelhança entre a aparência de Erlang Shen e a da divindade Sogdian-Zoroastriana Weshparkar, o que é capaz de concluir que Erlang Shen é uma divindade localizada originada no  Pérsia ou na Ásia Central Zoroastriana.

## Representação na cultura chinesa como Yang Jian (楊戩)

### Fengshen Yanyi
Em A Criação dos Deuses, Yang Jian (Yang Bliss) é um discípulo de Yuding Zhenren, com quem aprendeu habilidades mágicas e de luta, incluindo as 72 transformações terrenas. Ele apareceu pela primeira vez durante o ataque dos Irmãos Demônio ao sopé ocidental. Depois de ouvir sobre a situação, Yang tomou pessoalmente a ofensiva contra os irmãos. Durante seu duelo contra os quatro irmãos, Yang deliberadamente se permitiu ser consumido pelo visom voador do demônio Long Life (algumas fontes dizem que um elefante). Após a batalha, Yang Jian reapareceu de repente diante de Jiang Ziya depois de matar o visom por dentro de seu estômago com suas muitas transformações. Para enganar os irmãos, Yang Jian mais tarde se transformou no visom voador de Long Life e roubou o guarda-chuva de Diablo Red. Assim, Yang foi conhecido como o verdadeiro motivo da vitória de Jiang Ziya sobre os Irmãos Demônio em um ponto geral.

### Jornada ao Oeste
Erlang faz uma aparição perto do início do clássico Jornada ao Oeste de Wu Cheng'en. Erlang, que é intitulado como Verdadeiro Senhor ou Ilustre Sábio, é sobrinho do Imperador de Jade. Erlang fez sua primeira aparição quando recebeu ordens do Imperador de Jade (no qual Erlang também estava com seus sete sábios de elite a quem ele chamava de irmãos) para subjugar Sun Wukong, que seria punido por sua destruição no céu.
Seu porte era refinado, seu rosto nobre, suas orelhas caíam até os ombros e seus olhos brilhavam. O chapéu em sua cabeça tinha três pontas e fênix voando, E seu manto era amarelo-ganso claro. Suas botas eram forradas com tecido dourado; dragões enrolados em suas meias; Seu cinto de jade estava decorado com oito joias, Em sua cintura havia um arco, curvado como a lua, Em sua mão uma lança de três pontas e dois gumes. Seu machado abriu a Montanha Peach quando ele resgatou sua mãe. Seu arco matou as fênix gêmeas de Zongluo. Difundida era sua fama por matar os Oito Demônios, e ele se tornou um dos sete sábios do Monte das Ameixas. Seu coração era elevado demais para reconhecer seus parentes no céu; Em seu orgulho, ele voltou a ser um deus em Guanjiang. Ele era o Sábio Misericordioso e Milagroso da cidade vermelha, Erlang, cujas transformações foram inúmeras.— Descrição de Jornada ao Oeste, Wu Cheng'en
Ao longo do duelo de Erlang entre Sun Wukong, Erlang foi o adversário mais forte, embora Sun Wukong sempre conseguisse escapar e às vezes levar a melhor sobre Erlang graças ao seu raciocínio rápido. Depois de muitas transformações que foram realizadas em seu duelo (Sun Wukong fugindo como um peixe; Erlang e Sun Wukong se tornando pássaros maiores, e assim por diante), perto do final da batalha, ele conseguiu ver através do disfarce de Sun Wukong (como um templo). usando seu terceiro olho. Ele finalmente capturou Wukong através do trabalho em equipe com vários outros deuses; Laozi pessoalmente deixou cair seu refinado anel de ouro que atingiu Sun Wukong na cabeça, dando a Erlang a chance de derrubá-lo, e o cachorro de Erlang o mordeu na perna. Depois que Sun Wukong foi capturado (ao que Sun Wukong retruca que eles são covardes por atacarem por trás), ele e seus soldados celestiais queimariam áreas do Monte Huaguo. Erlang é visto novamente muito mais tarde no romance, quando ele ajuda Sun Wukong e Zhu Bajie através do acaso, lutando contra um antigo Rei Dragão e seu genro vilão, um demônio pássaro de nove cabeças. 

### Bao Lian Deng
No conto Lanterna de Lótus (Bao Lian Deng), Erlang tinha uma irmã conhecida como a Santa Mãe do Monte Hua (Hua Shan). Ela se casou com um homem mortal, Liu Yanchang, que era um estudioso. Juntos, eles tiveram um filho chamado Chen Xiang. Ela foi advertida por Erlang por esta união ilegal entre humanos e divindades e aprisionada sob o Monte Hua. Quando Chen Xiang atingiu a maioridade, ele dividiu a montanha com um machado para libertar sua mãe, mas não antes de enfrentar pessoas que repetidamente tentaram minar sua missão, principalmente seu próprio tio Erlang.

### Como uma divindade filial
Na crença chinesa, ele era um filho que entrou no submundo chinês para salvar sua falecida mãe do tormento e punirá crianças não filiadas, golpeando-as com trovão como punição, daí o pai chinês dizer "Ser atingido por um raio por ser indelicado e ingrato" para com crianças indisciplinadas. Uma divindade guerreira, ele empunha uma Sān Jiān Liǎng Rèn Dāo (三尖兩刃刀 - "lâmina de três pontas e dois gumes") e sempre tem seu fiel Xiàotiān Quǎn(嘯天犬 - "Cão Celestial Uivante") ao seu lado. Este cachorro também o ajuda a subjugar espíritos malignos.